# Rhacodiaptomus besti
Rhacodiaptomus besti is een eenoogkreeftjessoort uit de familie van de Diaptomidae. De wetenschappelijke naam van de soort is voor het eerst geldig gepubliceerd in 1993 door Santos-Silva & Robertson B..